# Silent Hill 2
Silent Hill 2 (サイレントヒル 2 Sairento Hiru Tsū?) es un videojuego de terror psicológico y supervivencia desarrollado por Team Silent, un grupo de Konami Computer Entertainment Tokyo, y publicado por Konami para PlayStation 2. La segunda entrega de la saga Silent Hill, Silent Hill 2, se centra en James Sunderland, un viudo que viaja a Silent Hill tras recibir una carta de su difunta esposa. En diciembre de ese mismo año, se publicó para Xbox una versión extendida con un escenario extra, "Born from a Wish", y otros añadidos. En 2002, se adaptó a Windows y se relanzó para PlayStation 2 como una versión de Grandes Éxitos, que incluye todo el contenido extra de la adaptación para Xbox. En 2012, se lanzó una versión remasterizada en alta definición para PlayStation 3 y Xbox 360 como parte de la Silent Hill HD Collection. El 8 de octubre de 2024, se lanzó un remake desarrollado por Bloober Team para PlayStation 5 y Windows.
El desarrollo de Silent Hill 2 comenzó en junio de 1999, poco después de que Silent Hill se hubiera completado. Su narrativa se inspiró en la novela rusa Crimen y castigo (1866) de Fiódor Dostoyevski, y algunas de las influencias en el estilo artístico del juego incluyen la obra del director de cine David Lynch y las pinturas de Francis Bacon y Andrew Wyeth. Se pueden encontrar referencias culturales a la historia, el cine y la literatura. A diferencia del título anterior, cuya narrativa giraba en torno a actividades de culto, Silent Hill 2 se centra directamente en la psicología de sus personajes.
En América del Norte, Japón y Europa, se vendieron más de un millón de copias de Silent Hill 2, con el mayor número de ventas en América del Norte. Los críticos elogiaron su historia de terror psicológico, el uso de simbolismo y temas tabú, la atmósfera, los gráficos, los diseños de monstruos, la banda sonora, el diseño de sonido y la profundidad emocional. Se considera el juego más aclamado de la franquicia Silent Hill, uno de los mejores videojuegos de todos los tiempos y un ejemplo clave de los videojuegos como forma de arte. El juego fue seguido por Silent Hill 3 en 2003.

## Modo de juego
Silent Hill 2  es un videojuego de terror y supervivencia. El juego no utiliza la interfaz de barra de estado, por lo que la visualización del estado de la salud del héroe, la inspección de los documentos encontrados, así como la combinación de los objetos se muestran en el inventario en el modo de pausa. Al elegir un artículo, puedes llevar a cabo varias opciones: examinarlo, utilizarlo para el propósito previsto, combinarlo, encenderlo o apagarlo. Cuando la pantalla tiembla, significa que la salud del personaje principal está herido; si, además, aparece un color rojo alrededor de la pantalla, esto significa que su salud se encuentra a menos de la mitad. Si aparece una cruz intermitente en la esquina inferior izquierda de la pantalla, le queda muy poco de vida, aunque este aspecto sólo está presente en la versión para PC. En cambio en la versión para consolas, tal y como sucede en la entrega anterior, la vibración del mando según la versión que sea jugada, indicará la pérdida de la salud del jugador al vibrar del mismo modo que un ritmo cardíaco acelerado. El protagonista se encuentra con mapas que lo ayudan a navegar. Puedes leerlos solo con buena luz o con una linterna. Durante el juego, el mapa se actualiza: muestra puertas cerradas, llaves, obstáculos, así como notas basadas en documentos encontrados.
La mayor parte del videojuego consiste en explorar la ciudad, encontrar llaves, otros elementos, resolver rompecabezas. En menor medida, se hace hincapié en la lucha contra los enemigos. Los niveles de dificultad de los oponentes y los rompecabezas son independientes entre sí y se determinan por separado antes del inicio del juego. Se presenta cuatro modos para cada uno de los sistemas: «Principiante», «Fácil», «Normal» y «Difícil» para el combate; «Fácil», «Normal» y «Difícil» para los acertijos. Además, en las versiones para Xbox y PlayStation 2 con la opción de «Novato» no es necesario luchar contra monstruos. Algunos códigos para acertijos se generan aleatoriamente. James puede usar una linterna y una radio portátil, que hace un ruido crepitante y etéreo a medida que los monstruos se acercan. También, puede girar la cabeza hacia el objeto u oponente más cercano. Guardar el juego solo es posible cerca de las hojas rojas, a excepción de la edición para PC que se puede salvar en cualquier lugar.
En Silent Hill 2 se utilizan dos tipos de armas: las de cuerpo a cuerpo y a distancia. Las armas blancas incluyen una tabla de madera, un tubo de acero, un gran cuchillo, una motosierra, un hiper-spray y una cuchilla china, y las armas de fuego contienen una pistola, un revólver, una escopeta y un rifle de caza. La salud del personaje se puede restaurar a través de botiquines de primeros auxilios, frascos de medicamentos y ampollas. El tiempo promedio para pasar el videojuego principal es de 6 horas y el escenario secundario en 1 hora, mientras que el máximo puede llegar a 12 y 3 horas, respectivamente. Después del final del juego, se muestra una calificación que tiene en cuenta el número de guardados, derrotas, daños, enemigos muertos y otros factores.

## Argumento

### Lugar
El juego no es una continuación directa de la primera parte de la serie, pero la acción tiene lugar en la misma pequeña ciudad ubicada en el noreste de los Estados Unidos. Las placas de los autos que se cruzan durante el juego pertenecen al estado de Míchigan. La arquitectura de la parte central de la ciudad se inspiró en la localidad de San Bruno. La trama de Silent Hill 2 tiene lugar en la parte sur de Silent Hill y contiene información sobre los antecedentes de la ciudad. El poder de Silent Hill absorbe lo que la gente tiene en sus corazones y materializa sus delirios y fragmentos del subconsciente. En un mundo paralelo, todos ven las cosas a su manera.

### Carta desde el silencioso cielo
El escenario principal del juego se llama «Carta desde el silencioso cielo». El protagonista de Silent Hill 2, James Sunderland, recibe una carta de su esposa Mary, quien murió de una enfermedad hace tres años. Mary le dice a James que vaya a una pequeña ciudad turística llamada Silent Hill, donde una vez fueron de vacaciones. Ella escribe:

En mis sueños más inquietos, veo esa ciudad. Silent Hill. Prometiste volver a llevarme allí algún día. Pero nunca lo hiciste. Y ahora estoy aquí sola... En nuestro «lugar especial» Esperándote...

Al inspeccionar una ciudad neblinosa abandonada, en el cementerio conoce a una chica, Angela. El protagonista dice que está perdido y que busca un camino. Una vez indicado el camino correcto, ella le aconseja que se mantenga alejado de ese lugar, alega que algo anda mal con esta ciudad. En el camino, James ve una criatura, que mata con una tabla de madera. Luego entra al complejo de apartamentos Wood Side, donde conoce a una niña, Laura. Al entrar en una de las habitaciones, encuentra a Pyramid Head mientras este viola a dos maniquíes. Asustado, el protagonista se esconde en el armario y le dispara con la pistola, obligando al monstruo a retirarse. En otro cuarto, James encuentra un cadáver y conoce a un tipo, Eddie, quien afirma no haber matado a nadie.
En el parque Rosewater James se encuentra con María, que se parece mucho a su esposa. Al darse cuenta de que la había confundido, quiere irse, pero María, al mencionar que la ciudad está llena de monstruos, le pide que no la deje. Cuando se entera de que Laura sabe algo acerca de Mary, la persigue y se dirige al hospital Brookhaven. Dentro del edificio, James escapa con María de Pyramid Head. Corre hacia el ascensor, mientras que su compañera no lo consigue y muere.
El protagonista vuelve a su búsqueda y va a la Sociedad Histórica de Silent Hill, un museo, donde encuentra a Eddie sentado con una pistola en la parte frontal de un cuerpo muerto. Este afirma que fácilmente mató a un hombre que se burló de su peso, sin embargo, rápidamente dice que todo fue una broma y se va. Después de un largo descenso a un extraño laberinto subterráneo, el protagonista se encuentra con María, sana y salva, en una habitación encerrada con llave tras las rejas. Hay un extraño diálogo entre ellos, en el que ella habla sobre los días que James y Mary pasaron en un hotel, y le asegura que será lo que él desea. James se va, prometiendo encontrar la forma de sacarla de ahí. En el camino, escucha los gritos de Angela y le salva de Abstract Daddy. La chica admite que era abusada sexualmente por su padre. De un recorte de periódico queda claro que ella lo mató antes de ir a Silent Hill. James encuentra la entrada al cuarto de María, pero descubre su cadáver tirado en la cama. Intenta salir de este lugar, en otra habitación, el protagonista descubre a Eddie rodeado de cadáveres. El tipo afirma que todos se burlaron de él y que James es igual a ellos. Después de la pelea, el protagonista mata a su oponente en defensa propia.
Luego James cruza el lago en un bote y se dirige al hotel Lake View, donde él y su esposa estuvieron hospedados cuando estaban de vacaciones. Aquí, encuentra un videocasete de la película, que filmó. El protagonista recuerda que su esposa no murió por una enfermedad, sino por el hecho de que él mismo la sofoco con una almohada. En este momento, el texto desaparece de la carta. Le cuenta toda la verdad a Laura y la niña se va. En una de las habitaciones, James encuentra a Angela, quien le confunde con su madre. Al darse cuenta de que estaba equivocada, ya no quiere vivir y sube las escaleras, rodeada de destellos de fuego que queman al protagonista y no le permiten seguirla. James luego ve a dos Pyramid Head que matan a Mary, postrada en una cama. Entonces entiende que ellos aparecieron para castigarle por sus pecados. Los monstruos se suicidan metiéndose lanzas en el cuello. Después de eso, la carta desaparece. James llega al techo del hotel, donde, dependiendo de las diversas acciones del jugador, se encuentra con María o Mary.

### Finales
El juego presenta 6 finales diferentes. Obtener un final u otro depende de una serie de factores: qué tanto tiempo estuvo James con María, si recibió daños de los monstruos, si el protagonista visitó el hospital, si el jugador escuchó el diálogo final de Mary en el hotel hasta el final, si se curó con botiquines de primeros auxilios y botellas con fluido curativo, si el protagonista leyó el diario en el techo del hospital, examinó el cuchillo de Angela, completó el juego antes, encontró artículos especiales de búsqueda, etc.
Según los cánones oficiales, ninguno de los finales es oficial. Cada uno de ellos forma una historia completa, y solo las acciones del jugador afectan la percepción final de los eventos. Guy Cihi, quien interpretó al personaje principal, que prefirió el final de «Dejar», ya que elegiría este destino. Sin embargo, también afirmó que «este es un tipo de muro que he cercado para mantener mi tranquilidad. La mayoría de ustedes ya saben que el final 'En el agua' es mucho más aceptable y completo. De hecho, es hermoso». El actor lo vinculó con la práctica japonesa shinju, que en esencia era el asesinato familiar, frecuente en Japón como una forma de deshacerse de la vergüenza. «Ahora estoy listo para admitir que el final de 'En el agua' es realmente ... canónico». Al mismo tiempo, Cihi tomó el final «Perro» muy mal: durante el proceso de producción, se negó a participar en su creación. Fue un final cómico tradicional que cambió el estado de ánimo del juego. El equipo tenía una caja especial en la que todos podían responder a la pregunta: «¿cuál es la razón de las rarezas de Silent Hill?». Entre las respuestas llegaron las siguientes declaraciones: «Conspiración alienígena», «Porque el sol brilla demasiado», «Por el perro».
- «En el agua»: James se encuentra con María disfrazada de Mary. Él le dice a María que ya no la necesita. Ella se convierte en un demonio y ataca al protagonista. Después de la batalla, James está cerca de Mary acostada en su cama. Se disculpa por lo sucedido. Ella le dice que quería morir para que el dolor se detuviera. Le perdona y le entrega una carta. Luego le da un ataque de tos y se calma. Él toma su cuerpo, se sube al auto y conduce al lago Toluca.[36][49] Decide suicidarse para estar con su esposa después de la muerte.[44]
- «Dejar»: James se encuentra con María disfrazada de Mary. El protagonista le dice que ya no la necesita y quiere terminar con esta pesadilla. Ella, a su vez, quiere tomar el lugar de Mary, pero al final comprende que él también merece la muerte. Al matarla, James aparece junto a Mary acostada en su cama y se disculpa por lo que hizo. Le dice que la odiaba y que quería recuperar su vida. Mary pregunta por qué James está tan triste si sus palabras son ciertas. La esposa quiere que él siga viviendo, le da una carta de despedida y luego muere. Al final, el protagonista junto con Laura, abandonan la ciudad a través del cementerio, detrás de escena Mary lee la carta en voz alta.[36][44][49]
- «María»: James se encuentra con Mary. Ella le condena por todo lo que ha hecho, se convierte en un demonio y le ataca. Después de que él mata a su esposa por segunda vez, regresa al terraplén cerca del lago. María se le acerca y este le invita a dejar Silent Hill juntos. La chica le da a James una carta de Mary, en la que le perdona y le da permiso para comenzar una nueva vida. En su camino hacia el automóvil, María comienza a toser.[36][44][49]
- «Renacimiento»: James se encuentra con María disfrazada de Mary y le dice que ha terminado. Después de la batalla final, el protagonista junto con el cuerpo de su esposa, navega un bote en el lago Toluca hacia la isla donde se ve una iglesia. Está a punto de realizar un ritual oscuro para resucitar a María.[36][44][49]
- «Perro»: James entra en una habitación equipada con computadoras. Un perro está sentado en una silla, moviendo las palancas. Él exclama en japonés: «¡Así que fuiste tú!». El protagonista se cae, mientras el perro corre hacia él y comienza a lamerle la cara.[49][50][51]
- «OVNI»: una gran cantidad de platillos voladores vuela hasta una habitación de un hotel. James conoce a Harry Mason, el protagonista del primer juego de la serie. Harry le pregunta si ha visto alguna vez a una niña de baja estatura con cabello negro. En respuesta, este pregunta si había conocido a su esposa Mary. Entonces un extraterrestre ataca a James, y ellos, junto con Harry, lo llevan a la nave y se van volando.[50] El final está disponible solo en versiones especiales del juego.[17][52]

### Nacido de un deseo
«Nacido de un deseo» es el escenario secundario del juego. La historia comienza poco antes de la reunión de James y María en el parque Rosewater. Después de despertarse en Heaven's Night, María, sin darse cuenta de lo que sucede, llena de ansiedad y soledad, comienza a pensar en el suicidio. Sale del lugar y termina en una mansión local donde escucha la voz del dueño, Ernest Baldwin, quien no la deja entrar en la habitación en que se encuentra y le habla a través de una puerta cerrada. Ernest le pide que le traiga una botella de aceite blanco requerido para el ritual de la unción santa. El rito puede resucitar a su hija, Amy, quien accidentalmente se cayó por la ventana. Después de cumplir con esta solicitud, este advierte a María sobre James, a quien llama un «hombre malo». Después de que esta entrara al cuarto, descubre que está vacío y que no hay nadie. Nuevamente tiene pensamientos suicidas, pero al final decide encontrar a James.

### Personajes
Solo hay seis personajes en el juego y cada uno terminó en Silent Hill por una razón. Un sentimiento de culpa los atrae a la ciudad, y su destino se decide ahí. El equipo de desarrollo quería que el protagonista fuera «un reflejo del mal» contra el que Harry Mason luchó. Varios de ellos luego aparecieron o fueron mencionados en otros videojuegos de la serie. El protagonista de Silent Hill 4, Henry, creía que el hijo del superintendente Frank Sunderland, el presunto padre de James, desapareció hace dos años con su esposa. Walter Sullivan, presentado en un artículo periodístico como el hombre que mató a dos niños y luego se suicidó, será el principal antagonista en The Room. James tuvo un pequeño cameo en Silent Hill: Shattered Memories, junto con Angela en Silent Hill 3, con Laura y Mary en Silent Hill: Downpour. En la etapa de producción, uno de los personajes debería parecer una persona fea sin lavarse que no había visto la luz del día, pero esta idea no se desarrolló.
- James Sunderland: es el personaje principal del juego. Tiene cabello rubio y ojos verdes. El protagonista trabajó como empleado en una pequeña empresa. Por naturaleza, es callado y no muy hablador. Amaba mucho a su esposa[49] y vino a la ciudad a buscarla.[62] Debido al vacío emocional, estaba en un estado de duelo constante.[63] La carta que recibió fue solo una imaginación. Para liberarse de la carga de cuidar a su esposa enferma y liberarla de su malestar, mató a Mary con sus propias manos. Sin embargo, James no podía admitir su pecado e, inmerso en sus propios delirios fue a Silent Hill.[53] Su destino no está completamente definido: en varios finales de la trama, puede suicidarse, abandonar la ciudad como una persona que acepta la realidad o seguir viviendo en ilusiones.[44] En las etapas iniciales del desarrollo del juego, poseía dos personalidades: «Joseph» y «James», pero esta idea finalmente no se realizó. El nombre de Joseph fue tomado del presunto Jack el Destripador.[53] El apellido de Sunderland puede traducirse aproximadamente como «haber perdido contacto con la realidad».[39] En la versión original la voz en inglés fue hecha por Guy Cihi, en la reedición en alta definición por Troy Baker.[64][65][66] Guy describió a su personaje como una persona común y corriente con una gran tragedia, con tanto dolor concentrado en su interior que no había lugar para la supervivencia.[42] Según él, James, a pesar de su amabilidad y cariño, estaba molesto. Solo fue víctima de las circunstancias.[47]
- Mary Shepherd-Sunderland: la esposa de James, una ama de casa. Es una mujer amable, inteligente y hermosa.[49] Silent Hill, ciudad que visitó con su esposo, se convirtió en un lugar de recuerdos agradables para ambos.[53] Durante la enfermedad, Mary se volvió caprichosa, irritable y periódicamente cayó en la inconsciencia.[49] En diferentes finales ella pronuncia diferentes monólogos. Su muerte tres años antes de los principales eventos del juego fue solo una ilusión de James.[53] De hecho cuando su condición deterioró, aún seguía viva la semana antes del cumpleaños de Laura. Los desarrolladores retuvieron la posibilidad de que el cuerpo de Mary estuviera en el auto de James.[67] Lleva el nombre de Mary Kelly, una de las víctimas de Jack el Destripador.[39][53] En la versión original del juego fue interpretada por Monica Hogan, en la reedición por Mary Elizabeth McGlynn.[68][64] Monica recordó que la muerte prematura de su madre influyó en su papel.[69]
- Laura: una huérfana de ocho años terca y obstinada.[70] Sato decidió retratar al personaje no como una angelita, sino como una niña astuta.[48] Ella tiene cabello rubio y ojos azules.[49] Estaba en el mismo hospital que Mary y la quiso tanto como su propia madre.[53] Llena de reproches y malicia a James.[49] Es la única de todos los personajes que no tiene oscuridad en su corazón. Para ella, la ciudad parece normal, no ve ni monstruos ni a María.[53] Según los críticos, Laura es el personaje más inocente del juego, que es la personificación de la verdad, inaccesible para otros actores.[49] Su nombre fue tomado del libro documental No Language But a Cry de Richard D'Ambrosio.[53] Fue interpretada por Jacquelyn Breckenridge.[64][e] Jacquelyn creía que su personaje era infantil, pero al mismo tiempo es astuta y puede manipular a las personas.[71]
- María: es una mujer de veinticinco años. Inteligente y enérgica, en algunos puntos demasiado impulsiva.[49] Ella es muy similar a Mary, aunque sus personalidades y gustos en ropa son completamente opuestos. Por varias razones, acompaña a James. También es una ilusión del protagonista, un producto de su conciencia que surgió debido a la incapacidad de resistir la gravedad de su propio crimen. Su prototipo era una bailarina del club Heaven's Night.[53][72] María fue creada por las fuerzas de la ciudad. Según los críticos de videojuegos, era todo lo que el protagonista quería ver en su esposa. A lo largo de la historia se le insinúa a James.[49] Las constantes apariciones de Pyramid Head y sus repetidos asesinatos a María, son para que recuerde la muerte de su esposa y que se sienta culpable.[38] En la primera versión del guion, ella también tenía dos personalidades: la primera «Mary», la segunda, un derivado del primer nombre, «María».[53] Ambas se convirtieron en una especie de experimento sobre el entretejido de Eros y Thanatos en la historia principal.[48] María fue interpretada por las mismas actrices de Mary.[68][64] Monica Hogan describió a su personaje como una mujer que usa hábilmente sus debilidades. Afirmó que ella no es plana, parece vulnerable y, sin embargo, puede ser fría, calculadora y extremadamente peligrosa, incluso mortal.[73]
- Eddie Dombrowski: un ingenuo joven torpe que trabajaba en la gasolinera a tiempo parcial.[74][53] Rubio con ojos grises.[49] Debido a su complexión, a menudo se burlaban de él. A pesar de que normalmente es bastante pasivo, también tiene un lado propenso a la violencia. La ira y la frustración de Eddie culminaron cuando, en un ataque de ira, mató a un perro y le disparó a su dueño. Durante la persecución policial, comenzó a sentirse culpable.[53] Constantemente busca excusas por sus acciones. Muy nervioso, en una conversación, toma una posición defensiva y piensa que lo ofenden. Según los críticos, los asesinatos fueron una prueba para él, un hecho de autoafirmación. No ve monstruos, sino personas que se ríen de él. Como resultado, se convierte en una víctima.[49] En la primera versión del guion, el personaje era muy divertido, pero al final su personalidad cambió por completo. Lleva el nombre del comediante estadounidense Eddie Murphy.[39][53] Fue interpretado por David Schaufele en la versión original, y Liam O'Brien en la reedición.[68][64] Para Schaufele su personaje era una reminiscencia de la película Psicosis.[75]
- Angela Orosco: chica de diecinueve años que vino a Silent Hill para encontrar a su madre.[49] Ella tiene cabello oscuro y ojos marrones. En el juego, Angela aparece como una extraña, deprimida, triste, cerrada, desorientada y constantemente postrada. Su vida está llena de sufrimiento y abuso, que tuvo que soportar desde la infancia. Incapaz de soportar la violación de su padre, Thomas Orozco, ella lo mató.[76][49] Su nombre fue tomado de la protagonista de la película La red, Angela Bennett, interpretada por Sandra Bullock.[39] El nombre en sí significa «Ángel» y está muy extendido en Latinoamérica. Este hecho habla a favor del hecho de que la chica es una emigrante.[53] Los críticos concluyeron que el final suicida de Angela es bastante lógico.[49] Fue interpretada por Donna Burke en la versión original y Laura Bailey en Silent Hill HD Collection.[68][64] Burke también interpretó a Claudia en Silent Hill 3 y al comparar sus personajes, afirmó que desde el punto de vista de la actuación, el papel de la jefa de la secta era más interesante. En su opinión, Angela, a pesar del dolor que experimentaba, todavía le esperaba algo mejor.[77]

## Desarrollo

### Creadores
Silent Hill 2 fue desarrollado por Team Silent, una subdivisión de Konami Computer Entertainment Tokyo. La etapa inicial comenzó en julio de 1999. El concepto de la historia fue formado por el director de CGI Takayoshi Sato. La parte principal del guion fue escrito por Hiroyuki Owaku, mientras que Sato hizo los diálogos de los personajes femeninos. La decisión de desarrollar una secuela fue por razones financieras, ya que el primer juego fue comercialmente exitoso, y en parte por intenciones creativas, a pesar de las dificultades que el equipo enfrentó para crear el videojuego.
El productor Akihiro Imamura siguió todos los comentarios sobre el juego original y los tuvo en cuenta para Silent Hill 2. Dijo que un total de cincuenta personas trabajaron en la secuela: todo el equipo creativo que creó Silent Hill, y treinta personas que fueron transferidas de Konami Computer Entertainment Tokyo. Sato señaló que, en su mayor parte, los artistas y programadores que forman parte de Team Silent eran principalmente maestros de su oficio que crecieron sin ningún juego de computadora. En su opinión, esta circunstancia permitió proporcionar al jugador un producto de una calidad diferente. En la producción de la versión original, participaron siete actores de voz, que fueron seleccionados de cincuenta personas que pasaron audición. Konami puso al videojuego como su proyecto principal en 2001. Silent Hill 2 fue editado para PC por Creature Labs, y el desarrollo de la edición HD fue realizado por Hijinx Studios.

### Diseño técnico
Silent Hill 2, como el primer juego, pertenece al género del survival horror psicológico. Los desarrolladores se centraron en la trama, a diferencia de Silent Hill, en el que la jugabilidad fue lo principal. El sistema de hardware de PlayStation 2 permitió al equipo mejorar la animación, los movimientos de los labios, los efectos de niebla, la visualización de sombras y la apariencia visual general. Por ejemplo, cuando un monstruo se acerca, si es iluminado por la linterna, su sombra en la pared aumenta. Al elegir el ángulo de la cámara virtual, Team Silent intentó encontrar un equilibrio entre la visión creativa y la comodidad por parte del proceso del juego.

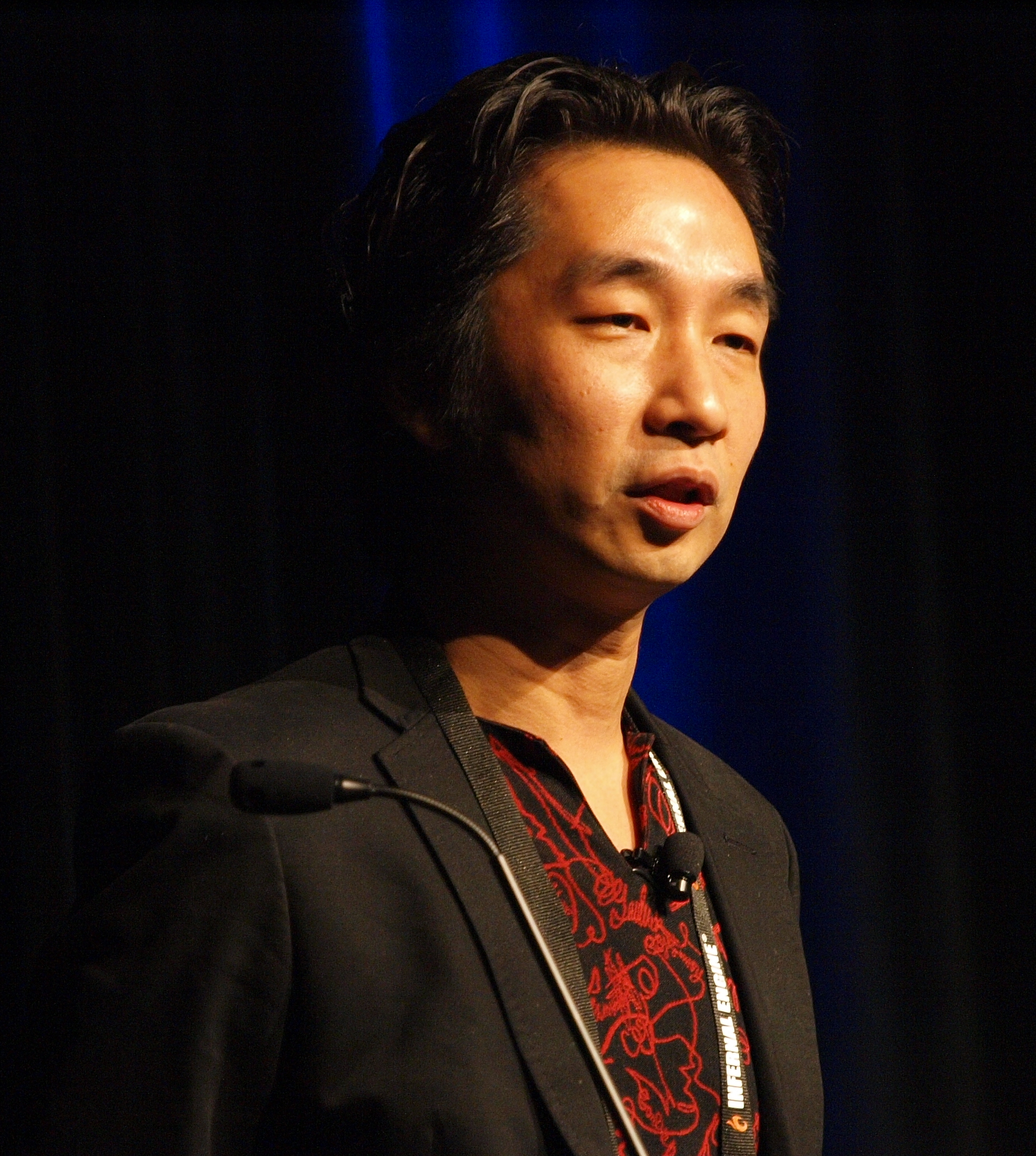
Akira Yamaoka fue el director de sonido y compositor de Silent Hill 2.

Silent Hill 2 cuenta con gráficos que se reproducen aproximadamente a 30-40 imágenes por segundo. El motor del juego admite una resolución de hasta 1600×1200 píxeles. El juego contiene tanto prerenderizados como FMVs de unos 10 minutos, y vídeos en tiempo real de una duración aproximada de 30 minutos. El menú gráfico le permite habilitar la opción de ruido, que es el efecto de una película antigua. Los desarrolladores estaban orgullosos de esta característica, señalaron que buscaban transmitir la menor imagen poligonal posible. Un aumento en la resolución y el efecto de ruido ayudó a enmascarar los defectos de textura. La versión en PlayStation 2 tiene opciones de control para 2D y 3D.
La edición para PC de Silent Hill 2 admite sistemas de altavoces de 5.1 y 7.1, y la tecnología S-FORCE se integró a la versión para PlayStation 2, que crearon un sonido envolvente al utilizar altavoces estéreo convencionales. En Silent Hill 2, hay una variedad de efectos de sonido, incluido los tridimensionales, de los cuales hay más de cincuenta, que van desde todo tipo de gritos y hasta el crujido de cristales rotos. Algunos de ellos fueron grabados en frecuencias altas o bajas que no se pueden escuchar. Hay alrededor de doscientos sonidos del protagonista. Según los desarrolladores, junto con la música crearon una atmósfera increíble. El ingeniero de sonido creía que los sonidos utilizados en Resident Evil eran tan comunes que la gente estaba «acostumbrada a escucharlos». Para esta secuela, trató de crear algo que sorprenda al oyente y desafíe su imaginación. Deberían causar una reacción física en los jugadores. Yamaoka también señaló repetidamente que el silencio también es un sonido.
Para el lanzamiento de Silent Hill HD Collection se realizaron mejoras visuales significativas, se reemplazó las texturas obsoletas y la iluminación. La resolución del juego aumentó a 720p. Un nuevo sistema de sonido, se implementó la banda sonora y el sonido de soporte 5.1. A pesar de los numerosos retrasos en la producción de la compilación y el período de desarrollo total de más de dos años, después de la publicación de la colección, se observaron muchas deficiencias: bajo rendimiento, problemas con la sincronización y el sonido. El parche del 21 de marzo de 2012, actualizó la edición HD a la versión 1.01 y destinada solo a PlayStation 3. Sin embargo, después de su instalación, las congelaciones periódicas, los errores en las cinemáticas y las texturas permanecieron sin cambios. Los representantes de Konami sugirieron que los jugadores contactaran a soporte técnico para resolver problemas. El siguiente parche apareció el 11 de julio; corrigió todo lo relacionado con la velocidad de fotogramas, la sincronización de voz y la visualización de niebla. Se planeó originalmente un parche similar para Xbox 360, pero el 8 de agosto de 2012 Konami anunció que su lanzamiento fue cancelado debido a «problemas técnicos».
La razón de la gran cantidad de omisiones fue que Konami perdió los materiales originales del segundo y tercer juego, y Hijinx Studios trabajó con una versión beta del ensamblaje del código original. Por lo tanto, el equipo tuvo que lidiar con ambos errores relacionados con la portabilidad, y con otros descuidos que alguna vez fueron corregidos por Team Silent. Muchos componentes, incluyeron texturas y archivos de sonido, fueron tomados de versiones compiladas del juego.

### Producción
La versión original del guion fue reescrita radicalmente dos veces. En las primeras etapas de Silent Hill 2, Team Silent no se basó en las normas éticas de la Computer Entertainment Supplier's Association, pero más tarde tuvo que adecuarse a las reglas de la organización. Después, los desarrolladores consultaron con el comité antes de agregar fragmentos controvertidos al juego. Sato estaba preocupado de que su equipo pudiera «ir demasiado lejos», pero creía que ciertos episodios eran necesarios para explicar los eventos de la trama. Otras escenas se suavizaron, como el episodio de vómitos, acompañado de un efecto de sonido extremadamente espeluznante. La computadora en la que se grabó este fragmento se averió tres veces. Se perdieron un total de 18 GB de material, y Sato lo consideró un mensaje divino. La contribución de Akira Yamaoka no se limitó a crear acompañamiento musical. A menudo expresó su opinión sobre el juego, según sus palabras: «... hasta tal punto que puse nerviosos a todos». Como resultado, muchas de sus ideas fueron rechazadas, y algunas alcanzaron el lanzamiento de forma modificada. En particular, el asesinato de Mary y el suicidio de James, una de las escenas más inquietantes de Silent Hill 2, en su mayor parte «permanecieron detrás de escena». Al menos uno de estos fragmentos fue mucho más duro. Entonces, los fanáticos encontraron bandas sonoras alternativas que se suponía que acompañarían a la muerte de Mary, suenan como gritos amortiguados, en lugar de silencio, que llegaron a la última versión.
El estudio decidió no usar escenas de violencia demasiado explícitas en el juego. En los episodios de violación, no aparecieron genitales visibles. En la etapa de censura, Team Silent estaba más preocupado por la maldición pronunciada por uno de los personajes y la cuestión de escribir la palabra «dios» con mayúscula o minúscula que el suicidio del protagonista. En algunas situaciones, los desarrolladores no aceptaron un compromiso. Como recordó más tarde el consultor del equipo creativo y director Jeremy Blaustein, «estos tipos no eran tímidos. Hicieron exactamente lo que querían hacer».
Jeremy localizó el texto escrito por Owaku, determinó cómo sonarían las réplicas en inglés, quién las pronunciaría con qué entonación. El doblaje en inglés estuvo presente en las versiones estadounidense y japonesa del proyecto, por lo que el tándem de Owaku y Blaustein proporcionó la mayor naturalidad del discurso. El guion se corrigió si la frase traducida en inglés sonaba extraña o no respondía a una traducción adecuada. Sin embargo, incluso con la ayuda de Hiroyuki, la localización se complicó por el rico simbolismo de la trama y la no linealidad del proceso en su conjunto. Según Jeremy, la personalidad del guionista, a quien describió como un tipo muy cerrado y callado, sin decir lo que piensa, era totalmente coherente con el espíritu del juego.
Se dibujaron muchos bocetos para cada uno de los personajes, incluidos perfiles de diferentes lados, que demuestran la forma del cráneo. Después de eso, se desarrollaron modelos de marco de alambre, cada uno de los cuales contenía 6 mil polígonos. El siguiente paso fue arreglar las texturas. Por primera vez en la serie, se utilizó la tecnología de captura de movimiento, que requería movimientos plásticos y el discurso correcto de los actores. Como la captura de movimiento no proporcionó una buena calidad de sonido, el texto se leyó en el estudio de grabación. Los datos obtenidos después de la captura de movimiento lo editaron en Autodesk Softimage. Cuando la información pasó por la visualización en 3-D, los desarrolladores planificaron movimientos, arreglaron la animación, crearon iluminación, colocaron cámaras y comenzaron a renderizar las escenas.

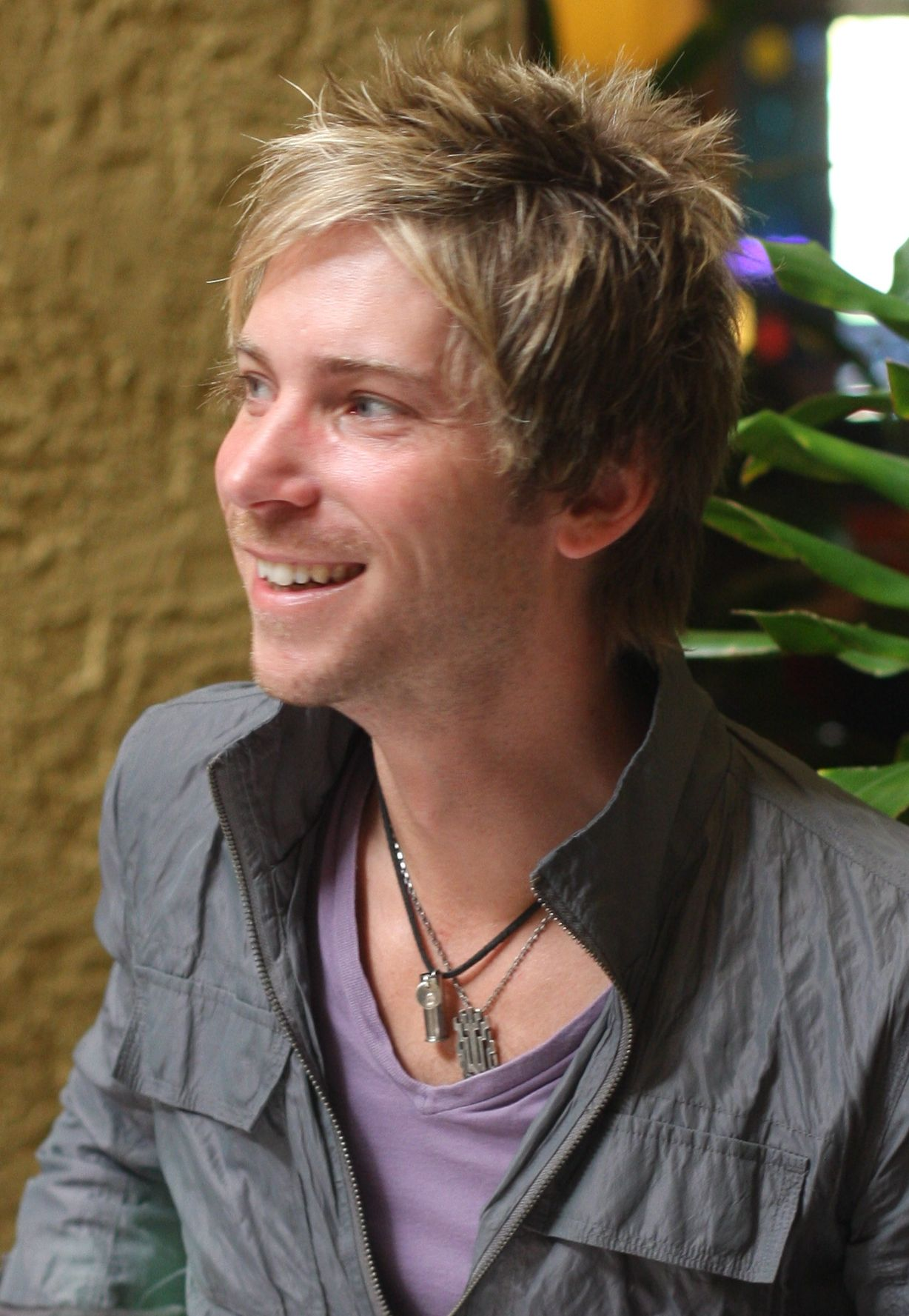
Troy Baker interpretó a James en Silent Hill HD Collection.

Guy Cihi llegó a la audición por accidente. Su hija se presentó para el papel de Laura, mientras Guy que la acompañaba, estudió el guion que había encontrado en la mesa auxiliar del salón y le pidió permiso a Jeremy Blaustein para leer los comentarios de James. Blaustein estuvo de acuerdo y unos meses más tarde, le anunció por teléfono que obtuvo el papel. Su hija aprobó la participación de su padre en el proyecto. El actor logró acostumbrarse fácilmente al papel de su personaje. Llamó al proceso catarsis debido a que se divorció de su esposa poco antes de empezar las grabaciones. Él dijo:

«Podría transmitir fácilmente lágrimas y tristeza cuando fuera necesario. Con mi ex, pasé por el infierno y a veces estaba al borde del suicidio. Si no fuera por mis hijos, no estoy seguro de haberlo hecho. No pude aceptar la idea de dejarlos solos con ella [...] Quiero decir que cuando los directores de Silent Hill 2 me pidieron que expresara mi dolor de corazón, todo lo que tuve que hacer fue sacar algunos oscuros recuerdos, y la tristeza estaba conmigo otra vez».

Todos los actores interpretaron sus papeles en vivo en el escenario con varias cámaras, un equipo y directores. Las cámaras eran de tres tipos: ordinarias, magnéticas y láser. Las cámaras ordinarias registraron expresiones faciales, y el resto se utilizó para captura de movimiento. El actor calificó la escena más difícil como un pequeño episodio en el que levantó el cuerpo de Mary del lecho de muerte, luego se giró y se lo llevó. Sin embargo, sintiendo emociones, Guy no pudo alcanzar la velocidad de acción deseada. La próxima vez aplicó una técnica escolar y actuó correctamente en la segunda toma. Solo tuvo 4 días para prepararse, mientras que las grabaciones duraron 4 meses. Tomó varios días grabar escenas de caminar, correr y morir. Guy calificó el trabajo en el sitio como emocionante, pero agotador. Inicialmente, no sabía cómo terminaba el guion. Parte de su obra se inspiró en el trabajo de la actriz Greta Garbo. Jeremy creía que el episodio en el que Mary lee la última carta fue lo más emotivo del juego. Mónica Horgan se echó a llorar después de la grabación de esta escena. Este fragmento fue grabado una sola vez.
David Schaufele, como amigo de Guy, asistió a la audición con su hija. Él, entre otros veinte actores, audicionó para dos papeles al mismo tiempo, pero el papel de Eddie le pareció mucho más fácil. Quería cambiar algunas características de su personaje, pero a los diseñadores japoneses no les gustaba tal improvisación y experimentación. Tenía un fragmento del guion con solo réplicas de su personaje, por lo que fue difícil para David obtener una imagen completa. Al representar a los monstruos, no tenía idea de cómo se verían y sonarían. En una etapa temprana de la producción, le dieron un bosquejo del personaje y ejemplos de descripciones, por ejemplo: «Ve por la puerta», «Escuchas un ruido. Detente y mira a tu alrededor» y así sucesivamente.
Para cuando comenzó el proyecto, Jacqueline Brackenrage ya había estado involucrada en la voces de personajes en programas de televisión. Recordó cómo entró en la gran sala donde estaba sentado un grupo de hombres. Uno de ellos, Jeremy, se acercó a la actriz y le pidió que saltara sobre su espalda, le golpee con sus puños y grite: «¡Te odio!», la audición de Jacqueline fue exitosa. Los desarrolladores prepararon a la joven actriz para su papel de una manera especial. En una escena, le pidieron correr detrás de alguien, cerrar el armario y luego reír. Fue mucho más tarde cuando ella descubrió que en este episodio estaba cerrando a James en una habitación uno a uno con un monstruo. Los directores fueron extremadamente cuidadosos e intentaron proteger al niño de cualquier información inapropiada. Sobre todo, a la actriz le gustó la captura de movimiento: tuvo que correr, escalar paredes y caer sobre esteras con un traje especial.
La cara de Guy fue eliminada del documental sobre la creación del juego. Konami no le informó al actor sobre la producción de esta película, y posteriormente habló desagradablemente sobre los jefes de la corporación. Después del anuncio de Silent Hill HD Collection, el editor pidió a todos los actores que firmaran los documentos necesarios en retrospectiva. Sin embargo, Guy sintió que Konami le debía regalías por volver a publicar el juego, ya que solo le concedió permiso para usar su aparición en la versión original de PS2 de Silent Hill 2. En respuesta, el editor dijo que la edición HD se lanzará con nuevas voces de otros actores y que el pago de tarifas adicionales para Guy no se realizará. En una entrevista, Baker declaró que no se debe exponer a los propios empleadores a los ataques, y que Guy no se ofreció a participar en el proyecto, fue solo culpa suya. Mary Elizabeth McGlynn creía que lograron aportar un poco de naturalidad a su trabajo, y esperaba que los fanáticos pudieran aceptar la nueva versión del juego. Sin embargo, las voces actualizadas causaron una reacción negativa entre los fanáticos de la serie. Al final, Guy se contactó con los productores y firmó solemnemente los documentos con sus colegas. Como resultado, el relanzamiento admitió las dos versiones.

### Concepto
El concepto del juego fue construido alrededor de un nuevo tipo de miedo para la serie. En Silent Hill 2, los miedos instintivos son causados por el hecho de que el jugador no ve el peligro, aunque sabe que hay alguien cerca. Imamura informó que si un jugador entendía de cierta manera que algo estaba cerca, causaría una sensación más fuerte que si simplemente estuviera asustado. Masahiro Ito quería transmitir emociones no solo visualmente, sino también mental y espiritualmente. El temor en el proyecto fue el resultado de una seria sesión de lluvia de ideas. Takayoshi Sato dijo:

«El horror debe atravesar los corazones de las personas. [...] Y para hacer esto, necesitas exponer las emociones humanas y su motivación para despertar el deseo de vivir. Todos están preocupados por dos cuestiones: sexo y muerte. Todos los días. Y si queremos asustar o sorprender a los usuarios, entonces deberíamos pensar seriamente en estos dos temas».

Team Silent intentó agregar el erotismo a cualquier muerte. Esto se expresó en los monstruos. Por ejemplo, las enfermeras muertas estaban vestidas con faldas cortas y una túnica con un escote bajo, el maniquí consistía solo en piernas, Pyramid Head violó a unas criaturas. El concepto se reflejó en la dualidad de María. En él, un frío helado, como la muerte, fue reemplazado por sensualidad. El episodio más significativo, que expresa claramente estos postulados, fue la escena en la prisión. Suguru Murakoshi explicó que en este pasaje, María habla con James, pero al mismo tiempo le recuerda a Mary. Se suponía que este lugar confundiría a los jugadores y les haría pensar que tal vez ella es Mary. Por lo general, en todos los otros episodios, María es sexy, pero en esta escena, Murakoshi trató de reducir su atractivo natural. Al final, María, interpretando a Mary, es otra vez ella misma. Su voz y postura se vuelven más sensuales. Ambigüedad emocional similar agregada al horror de la poesía.

### Simbolismo y análisis

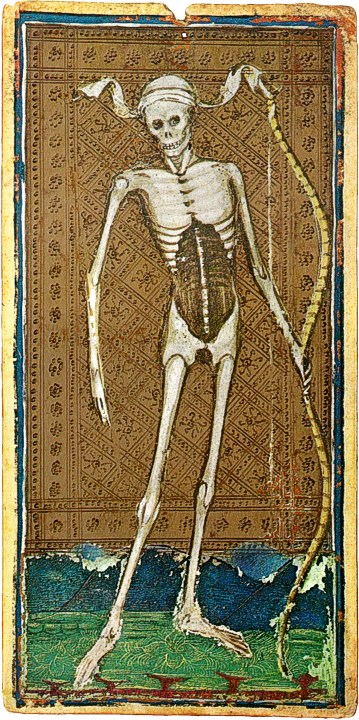
La carta de la muerte corresponde a los agujeros.

El juego incluía muchos elementos «extraños» y psicológicos. Estos incluyen agujeros simbólicos, cuadrados rojos, letras que desaparecen, señales de tráfico de una ciudad abandonada, circunstancias de una pistola, monstruos en el mundo real, estructuras poco realistas de edificios, etc. En la Sociedad Histórica, el protagonista descubre los llamados «agujeros», que también incluyen largas escaleras que conducen hacia abajo y pasillos verticales. James cruza varias veces a través de ellos como si algo tirara de él. Pasillos y puertas inusuales en el piso indican que el mundo visto por el protagonista es irreal. Estos agujeros simbolizan el abismo que se abrió en su corazón. Son queridos en las profundidades del alma. Con su ayuda, el protagonista entra en su propio mundo subconsciente y reconoce el crimen cometido. Los agujeros atraen a aquellas personas en cuyos corazones se oculta la oscuridad.
Dos símbolos de la serie actuaron como dispositivos visuales: niebla y oscuridad. El propósito de su uso es asustar al jugador. Ocultan el horizonte, limitan el campo de visión, difuminan el límite entre el cielo y la tierra, creando una línea borrosa entre el sueño y la realidad. La niebla se puede percibir como los pensamientos de los muertos, que se elevan desde el fondo del lago y se extienden según Silent Hill. Otra característica, el efecto de ruido, crea una atmósfera e intensifica con el desarrollo de la historia. El ángulo en el que se ubica la cámara virtual refleja el estado mental de los personajes que participan en la escena. En el juego, James encuentra un arma de fuego en un carrito de compras. Esta circunstancia es una sátira sobre la sociedad estadounidense.
Los antecedentes del proyecto se basan en el principio de atracción y asco. Parecen bastante extraños y repulsivos, según Team Silent, contienen una parte de encanto y tienen un gran impacto en la atmósfera. El director de arte quería crear algo que realmente molestara a los jugadores, al mismo tiempo que los atraía. Al diseñar el fondo en Silent Hill 2, Tsuboyama utilizó fotografías de inodoros reales. Todos los demás antecedentes también se basan en este principio. El exterior se suponía que debía crear la sensación de que la ciudad es más de lo que un espectador externo podría imaginar. Las secuencias de ciertos espacios y locales deberían haber causado al jugador una sensación de aislamiento. Al comienzo del juego, los desarrolladores deliberadamente hicieron el camino a lo largo de la pendiente a través del bosque hasta el cementerio demasiado tiempo, de modo que los jugadores tenían la sensación de que el protagonista ya no regresaba.
En la etapa de desarrollo del proyecto, las pinturas agregaron muchos elementos al juego que son invisibles a primera vista. Estos incluyen un cadáver, de espaldas a la audiencia, ubicado en un edificio residencial frente a una televisión con interferencia de transmisión. El jugador puede no entender quién es, pero en realidad el cadáver es el propio James. La misma cara, el mismo modelo estructural poligonal. Esta imagen fue un reflejo de la imaginación del protagonista. El vestido del maniquí, en el que el jugador encuentra una linterna, también tiene su propia implicación semántica. Este atuendo pertenecía a Mary. Todos estos detalles misteriosos se unieron para formar el fondo, ideal para crear un sentimiento de soledad.

### Influencias

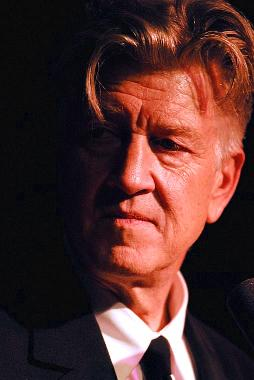
Los desarrolladores escribieron que son fieles seguidores de David Lynch y que estaban fascinados por su trabajo y las imágenes de pesadilla asociadas.

El estilo artístico del juego se formó bajo la influencia de las obras de David Cronenberg, David Fincher, Alfred Hitchcock, Adrian Lyne, Andréi Tarkovski; artistas como Francis Bacon, Rembrandt y Andrew Wyeth, así como el escultor Hans Bellmer. Akihiro Imamura declaró que el estilo de trabajo de David Lynch influyó en Silent Hill 2. El juego y la película Lost Highway tienen mucho en común. Ambas historias se basan en el asesinato del protagonista de su esposa, la pérdida de recuerdos y alucinaciones. Las mujeres fatales, que son copias de las féminas fallecidas, creadas por la imaginación de los protagonistas, juegan un papel importante en ellos. Tanto en el videojuego como en la cinta aparecieron motivos sexuales, un personaje moribundo llamado Eddie, una prisión, un videocasete y un análogo de Pyramid Head: una persona misteriosa con una cámara de vídeo que destruye la ilusión creada. De la película Terciopelo azul fue tomado una escena en la que el protagonista se esconde en el armario. Los puntos de guardar en forma de hojas de papel rojo también son una referencia al largometraje.
La trama se inspiró en la novela Crimen y castigo de Fiódor Dostoyevski. Indirectamente, el proyecto fue influenciado por Tomb Raider, Alone in the Dark, el primer Silent Hill y el manga Buzz de Daijiro Morohoshi. El final de la película Betty Blue de Jean Jacques Beineix, que cuenta sobre el fuerte amor del joven por su loca novia, que está muriendo lentamente, también influyó en la narrativa. Hiroyuki Owaku escribió que la bombilla en una lata, que aparece en uno de los rompecabezas, se inspiró en la película animada Něco z Alenky de Jan Švankmajer.
Si James, equipado con una motosierra, se queda inmóvil ante un enemigo derrotado, levantará su arma sobre su cabeza. Esta es una referencia al personaje Ash Williams de la película The Evil Dead de Sam Raimi. Los críticos también notaron el impacto de las películas Ringu, Hellraiser, Seven, La naranja mecánica, Don't Look Now, The Blair Witch Project, Event Horizon, la serie Twin Peaks, al director George Romero y La niebla de Stephen King. El contenido del libro «Ceremonia sangrienta», que se encuentra en Silent Hill 2, hace eco de los rituales de los mayas y aztecas.
Las trece calles de Silent Hill, que se indican en el mapa en el segundo y tercer juego de la serie, llevan el nombre de escritores. Estos incluyen el autor de fantasía Robert Nathan, el dramaturgo David Wiltse, el escritor de novelas de misterio de David Lindsay, el novelista de detective policíaco Andrew Vachss, especializado en el suspenso psicológico, David Martin, de suspenso ciencia ficción William Katz, los autores del realismo mágico Jonathan Carroll, Lawrence Sanders, Richard Neely, Thomas Harris, John Saul, Ronald Munson, Ruth Rendell, John Sandford y Keith Reid. Se cree que Angela se convirtió en el prototipo del personaje Maya de la serie de anime Elfen Lied.

### Diseño de personajes
Takayoshi Sato, diseñador de personajes, pasó nueve meses en San Francisco estudiando la vida cotidiana de los ciudadanos, especialmente su forma de andar y su apariencia, hasta la estructura ósea de un típico rostro estadounidense. Esta experiencia se utilizó en el desarrollo de los personajes principales. Los desarrolladores informaron que James, a pesar de ser el personaje principal, no tuvo un papel clave en el proyecto. María es una mujer encantadora que encarna la ambigüedad de Silent Hill 2. Según Team Silent, su dualidad emocionante evoca mucho más interés que los rasgos de otros personajes. Sato atribuyó este interés al hecho de que María era una mujer perfecta. Ella no tiene una sola arruga, ni una sola característica mala, pero al mismo tiempo, el ideal no puede ser amado. Tanto desde un punto de vista visual como técnico, trató de darle realismo. María tiene debilidades, pero las usa hábilmente, hace alarde de su estómago desnudo con una falda roja, un suéter corto y botas. Ella es morena, pero en el color de su cabello hay tonos rojos y blancos. En las etapas iniciales de desarrollo era más sexual que al final.
Sato creía que el cuerpo no atrae sin una cara expresiva, por lo que el director de CGI se propuso revivir la cara de ella. Intentó retratar expresiones faciales sexuales frente a un espejo, después de lo cual sus colegas llamaron a Takayoshi un pervertido. En la animación facial, decidió no recurrir a la captura de movimiento, ya que el sistema en ese momento era imperfecto y solo podía reproducir con precisión movimientos claros. Por esta razón, el proceso de producción se realizó manualmente, lo que nos permitió combinar muchas expresiones y elegir la variación correcta de ellas. Por otro lado, la captura de movimiento se utilizó para capturar los movimientos del cuerpo. Monica Horgan usó posturas a las que un jugador masculino sano no pudo evitar reaccionar. Team Silent explicó que la geometría de los rostros de Mary y María son la misma. La forma del cráneo, el esqueleto y la musculatura fueron ligeramente diferentes. El traje de María es exactamente el mismo traje de Christina Aguilera en la ceremonia de los premios Teen Choice Awards 1999.
A diferencia de James, Angela, según los desarrolladores, es realmente extraña. Los creadores asumieron que su edad fluctúa alrededor de los 17 años, pero en el juego parece mucho mayor. Se suponía que su rostro debía verse emocional. Había algo acechando en el alma de Angela, y Sato lo mostró con rasgos faciales. El equipo del proyecto buscó hacer que Angela pareciera más adulta. Lo mismo se aplica a la voz, por lo que fue interpretada por Donna Burke, que en ese momento tenía unos 36 años. Los desarrolladores pensaron que el proceso de creación de Eddie fue bastante divertido. Akihiro Imamura declaró que su amigo es muy similar a Dombrowski. Tomó prestadas sus características, por lo que el personaje parece torpe y con sobrepeso. Es mucho más grueso que todos los demás personajes; sus ojos se mueven muy rápido. Se cree que la chaqueta de James es la misma de Jacob de la película Jacob's Ladder. Las iniciales de los dos protagonistas también coinciden: JS.

### Monstruos

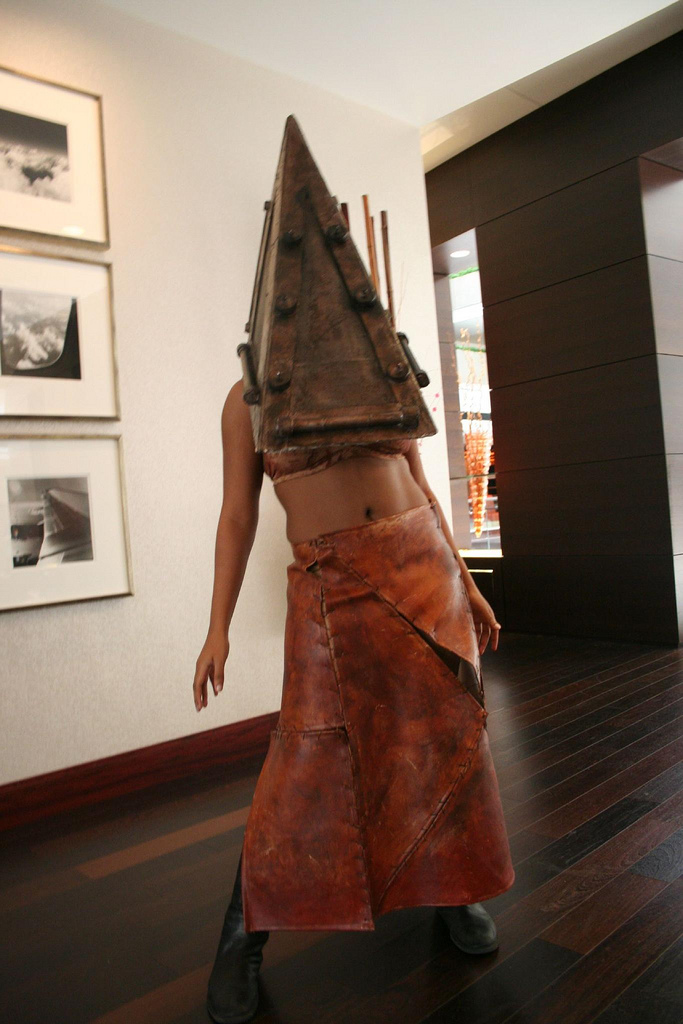
Cosplay de Pyramid Head.

El juego tiene unos diez tipos de monstruos, incluidos cuatro jefes. Parecen criaturas grotescas y son producto de la conciencia del protagonista atormentado por la culpa. El director de arte Masahiro Ito trató de alejarse de la imagen de los «monstruos de terror» estándar. En el juego las «bestias» no tienen cuernos ni poderes sobrenaturales. Al crear criaturas, fue guiado por la idea de dar a los monstruos cualidades humanas para evocar un sentimiento de lástima por el espectador. Los jugadores tenían que creer que todos los seres fueron humanos alguna vez. Los movimientos de algunos de ellos se basan tanto en el andar de una persona intoxicada como en los intentos de los niños pequeños de gatear. Masahiro dibujó bajo la inspiración de su artista favorito, el pintor irlandés Francis Bacon.
Cada una de las criaturas tiene un cierto simbolismo. Por lo tanto, una figura de mentira, que puede arrojar unos fluidos venenosos y moverse tirado en el suelo, personifica al paciente retorciéndose en agonía y es una manifestación del sufrimiento de James. En los primeros bocetos, el monstruo llevaba botas rojas y podía comer cadáveres. En otras variaciones, la parte superior del cuerpo del monstruo estaba envuelta en tela, lo que debería haber insinuado la rigidez y el aislamiento. A Ito se le ocurrió la idea de esta criatura cuando notó que su amigo, un programador, vestía una camisa tejida con capucha: caminaba lentamente y sus manos, ubicadas en los bolsillos, estaban lo más cerca posible de su cuerpo.
La Bubble Head Nurse debe llevar al jugador a pensar acerca de Mary, situada en el hospital. En la primera versión, ella arrastraba una jeringa, en lugar de una tubería de acero. Su apariencia es una manifestación de la frustración sexual de James. El Mandarin es un símbolo de la represión y el sufrimiento incomprensible, porque él no puede permanecer en el suelo. Un Mannequin, que reacciona a la luz y se parece a dos pares de patas conectadas en la cintura, encarna la manifestación de los motivos naturales y las inclinaciones del protagonista. Pyramid Head se considera un reflejo de esa parte de la conciencia del protagonista que comprende que merece castigo. También es el lado masculino predominante de la psique de James, que genera crueldad y violencia. Abstract Daddy tiene la apariencia de dos figuras una femenina y otra masculina encima de una cama y cubiertos por una manta, donde los cuerpos parecen tener relaciones sexuales. El orificio ubicado en la cabeza de la forma inferior se asemeja a una vagina. Este monstruo simboliza el pasado de Angela. Flesh Lips representa a Mary. En la versión anterior, el monstruo tenía un tumor en lugar de una «boca». El jefe final, Mary, flota en el aire y ataca con tentáculos que se asemejan a una enredadera. Esta criatura es la encarnación de contradicciones en el alma de James en relación con su esposa durante sus últimos días de vida.

## Lanzamiento
Silent Hill 2 fue lanzado para PlayStation 2 en los Estados Unidos el 24 de septiembre de 2001, en Japón apareció tres días después, el 27 de septiembre y en Europa 2 meses después, el 23 de noviembre. En Xbox, el juego salió bajo varios encabezados. Silent Hill 2: Restless Dreams el 20 de diciembre de 2001 en Estados Unidos, Silent Hill 2: Saigo no Uta el 22 de febrero de 2002 en Japón, Silent Hill 2: Inner Fears el 4 de octubre de 2002 en Europa. El 2 de diciembre de 2002 fue publicado la edición para el sistema operativo Microsoft Windows en los Estados Unidos, y el 28 de febrero de 2003 apareció en Europa la versión para PC de Silent Hill 2: Director's Cut. En varias ediciones hubo un final adicional y un segundo escenario «Nacido de un deseo», que se desarrolló originalmente como exclusivo de Xbox.
Las diferentes versiones del juego para PlayStation 2 se pusieron a la venta en Japón el 4 de julio de 2002, el 7 de agosto de 2003 y el 15 de julio de 2004. En los Estados Unidos, el lanzamiento de esta variación del juego tuvo lugar en octubre de 2002, y en Europa el 28 de febrero de 2003. Junto con otros juegos de la serie, se convirtió en parte de la Silent Hill Collection, lanzada el 26 de abril de 2006 en Europa, y en el Silent Hill Complete Set, publicado el 6 de agosto de 2006 en Japón. El juego también está incluido en la Silent Hill HD Collection, que, a diferencia de las ediciones anteriores, se caracterizó por un componente gráfico y soporte fragmentados para el sistema de trofeos de PlayStation Network y logros de Xbox Live.
En Rusia, el distribuidor de la versión de Director's Cut fue lanzada por Soft Club para PlayStation 2. También vendió la compilación HD Collection para las consolas Xbox 360 y PlayStation 3. Los juegos no fueron localizados y se presentaron completamente en inglés. Sin embargo, además de la versión oficial, también hubo publicaciones pirateadas traducidas al ruso y acompañadas de errores críticos. Silent Hill 2 fue lanzado en diferentes formatos: 3 CD, 1 DVD y Blu-ray. El presupuesto del juego ascendió a unos 7-10 millones USD. En el momento del lanzamiento, aproximadamente uno de cada cuatro propietarios de consolas tenía Silent Hill 2. Un mes después del inicio de las ventas, se vendieron más de un millón de copias.

### Promoción y comercialización
El juego también fue acompañado por una campaña publicitaria. Para Silent Hill 2 se lanzaron cuatro avances. Dos de ellos se vieron en el Tokyo Game Show 2000 y 2001 (otoño y primavera), uno en la Electronic Entertainment Expo 2001. Otro vídeo de casi 7 minutos llamado Press Event Trailer apareció en el DVD extra. Se termina con un fragmento de la oración para niños del siglo XVIII «Now I Lay Me Down to Sleep», leída por Laura. En estos vídeos, aparecieron muchos cuadros, que no estaban directamente en el juego en sí. Entonces, mostraron una cantidad incontable de maniquíes y fragmentos de cuerpos succionados por el agujero o volando a gran velocidad, así como James caminando por el pasillo de la prisión con el cuerpo de una mujer en sus brazos. La edición europea del juego incluía la opción making-of, que contenía un conjunto de avances, una galería de imágenes y capturas de pantalla, biografías de los empleados de Team Silent, así como un documental de 32 minutos sobre la creación del juego. Fun Pl@yer de Nicolas Beuglet para de Fun TV. El vídeo terminó con una cita de las palabras de Francis Bacon. El DVD de Lost Memories «The Art & Music of Silent Hill» contenía dos vídeos adicionales relacionados con el proyecto: Fukuro y Ki-no-ko.
Se han lanzado más de una docena de guías oficiales en el videojuego: «Official Guide», «Official Guidebook», «Navigation File», «Speed Run Guide», «Official Strategy Guide», «Complete Guide & World Guide», «Official Complete Guidebook», «The Official Strategy Guide (Authorised Collection)», «Saigo No Uta Official Guide» y otros. Los editores incluyeron Konami, NTT Publishing, BradyGames, Piggyback, Futaba Publications, Dengeki, Mediaworks y New Age. El volumen de materiales impresos varía de 95 a 191 páginas. La mayoría de los libros se publicaron en Japón, algunos en Estados Unidos y Europa. También Silent Hill 2 se describe en la guía para los tres primeros juegos de la saga en Silent Hill: Lost Memories. Además de otros materiales impresos, Sadam Yamashita escribió una novela de 304 páginas en 2006, Silent Hill 2: The Novel. Contenía cuatro ilustraciones de Masahiro Ito. Los productos de comercialización incluyeron camisetas, tazas, una réplica de la chaqueta de James, así como figuras de una enfermera, Pyramid Head y Lying Figure.

## Banda sonora
El compositor e ingeniero de sonido de Silent Hill 2 fue Akira Yamaoka. Las composiciones del álbum reflejan el trágico destino de los personajes. Yamaoka declaró que su trabajo tenía su propio estilo, que no estaba inspirado en ninguna película. El compositor pasó solo tres días escribiendo la canción principal «Theme of Laura», que transmitía toda la melancolía del juego y se basaba en una triste melodía con un ritmo fuerte. Akira llamó a esta canción su favorita. Quería asegurarse de que las personas que escuchaban su música experimentaran emociones. También deseaba cambiar su visión del concepto de su música, formada después del lanzamiento de la banda sonora del primer juego, por lo que algunos de los temas fueron influenciados por los géneros de enka y rock occidental. Yamaoka declaró: «Por lo tanto, di un paso atrás y me concentré en crear música que fuera fácil y cómoda de escuchar para la gente común».
La gama musical de la banda sonora es muy diversa: ambiental, industrial, trip-hop, rock y electrónica. El sonido de golpes de martillo de vapor, el rechinar de motosierras en una pared de metal y las oraciones de los niños se utilizaron como muestras para algunas pistas. El compositor utilizó en sus obras instrumentos musicales como violines, sintetizadores, guitarras acústicas, pianos, teclados, flautas, violonchelos, baterías y campanas.
En Japón, la banda sonora fue lanzada en un CD el 3 de octubre de 2001. El lanzamiento europeo de las composiciones tuvo lugar en el mismo año. El diseño de los álbumes varió, pero ambos contenían treinta pistas seleccionadas del juego. La banda sonora se lanzó digitalmente el 21 de septiembre de 2007. Posteriormente, se incluyeron nueve pistas en la colección de cómics, Silent Hill Experience, en UMD, y el álbum completo en el DVD Lost Memories «The Art & Music of Silent Hill» y Silent Hill Sounds Box, que se lanzaron el 16 de marzo de 2011. Algunas de las pistas también se utilizaron en la primera adaptación cinematográfica. En 2006 en el concierto Play! A Video Game Symphony, celebrado en Chicago, Yamaoka realizó algunas composiciones musicales, incluyendo «Theme of Laura», con una orquesta de tamaño completo. La portada de la versión japonesa del álbum, que muestra a María acostada en el escenario del club Heaven's Nights. Este momento no ocurre en el juego.

### Crítica
El álbum recibió críticas excelentes del portal Game-OST. El escritor Marte dijo que la banda sonora de Silent Hill 2 es uno de los mejores en la historia de la tecnología de la información. Tiene un alto contenido atmosférico y la capacidad de asustar al oyente, lo que rara vez se ve en otros proyectos. Sin embargo, las composiciones también tienen un lado lírico, «sutil, sincero e infinitamente hermoso». Yamaoka fue capaz de encontrar un equilibrio entre los virtuosos riffs de guitarra y una simple melodía que «se hundió en el alma».
Otros revisores respondieron de manera similar al trabajo del compositor. Como Kero Hazel, columnista de Square Enix dijo que las pistas de apertura han sido siempre su punto fuerte del compositor en sus trabajos. «Theme of Laura», que es una canción de rock instrumental que cambia constantemente de forma dinámica. Al crítico le gustó especialmente la adición de un violín y un tema secundario inesperado. La segunda y las siguientes pistas son muy diferentes de la música del primer juego. «White Noiz» es un zumbido atmosférico que crea un sentido inusual de armonía. «Forest» sigue un tono dado, pero se toca de manera diferente, creando una pseudomelodía con la delicadeza de las piezas de piano de Debussy. El décimo octavo tema, «Love Psalm», podría llamarse un clon estilístico de la primera composición, pero es un poco más complicado y suena más triste. «The Reverse Will» mostró inesperadamente una increíble melodía de flauta y un ritmo de batería encomiable. Su canción favorita se llamaba «Angel's Thanatos», interpretada al estilo del hard rock. En el comentario final, el crítico considera que el álbum de música es una de las bandas sonoras más emocionantes que jamás haya escuchado. La puntuación fue de 9 puntos sobre 10.
El usuario Black Mamba llamó a la canción «Theme of Laura» el mejor trabajo del álbum y la perla de toda la serie, con acordes pegadizos y una melodía muy audaz. Por el contrario, «Angel's Thanatos» se escenificó con un sonido de guitarra distorsionado y una batería pesada, interpretada al estilo del hard rock. Al crítico también le gustó la composición «Love Psalm» que fue subestimada en su opinión. «Promise», en el que el sintetizador sonaba lento, parecía demasiado poco convencional para criticarlo. «Forest», utilizando un piano electrónico suave y cuerdas, resultó ser una pista bastante libre y dinámica. Al crítico no le gustó «A World of Madness», pero creó una «atmósfera completamente inexplicable». «Promise (Reprise)» se llamó una pieza musical muy hermosa que consistía en una simple melodía de piano acompañada de un sintetizador. De acuerdo con Mamba, La composición fue un excelente ejemplo de la gama de Yamaoka como compositor. La canción «Magdalena» comenzó prometedoramente, pero decepcionó al observador, ya que al final se desarrolló «en ninguna parte». «The Reverse Will» fue nombrada la composición más experimental del álbum. «Pianissimo Epilogue» está hecho en un estilo mucho más clásico. Como resultado, la banda sonora también recibió una calificación de 9 puntos sobre 10.
El comentarista Z-Freak también habló positivamente sobre la banda sonora. En su opinión, la primera canción, «Theme of Laura», que comienza a sonar desde una guitarra acústica y fluye gradualmente en una balada de rock suave, es en muchos aspectos similar a la canción de apertura del primer álbum. «White Noiz», deprimente y sombrío, establece el tono para la mayor parte de la banda sonora. «Forest» se llamaba una bella composición que transmite una sensación de soledad. «Ashes and Ghost», acompañado de una rápida y constante batalla de tambores, se combinó con un misterioso efecto de sonido que recuerda a una gárgaras. En el segundo minuto, la pista «se calma» y cede a otro efecto, el crujido de una fotocopiadora defectuosa, después de lo cual se escuchan gritos de tormento y dolor, lo que hace que la canción sea una de las más inquietantes de todo el álbum. «The Darkness that lurks in our minds» se llamaba un tema extraño, que recordaba sobre todo el rascarse los clavos en la pared y cerrar las puertas de metal. «Noone Love You» transmite perfectamente la desesperación. La composición final repite en gran medida la primera, pero además, entre otras cosas, usó un melancólico violín y piano. El crítico también calificó la banda sonora en 9 puntos sobre 10.

### Lista de canciones
| Silent Hill 2 Original Soundtracks |                                       |          |  |
| N.º                                | Título                                | Duración |  |
| 1.                                 | «Theme of Laura»                      | 3:26     |  |
| 2.                                 | «White Noiz»                          | 1:26     |  |
| 3.                                 | «Forest»                              | 1:46     |  |
| 4.                                 | «A World of Madness»                  | 1:49     |  |
| 5.                                 | «Ordinary Vanity»                     | 1:42     |  |
| 6.                                 | «Promise (Reprise)»                   | 1:47     |  |
| 7.                                 | «Ashes and Ghost»                     | 3:10     |  |
| 8.                                 | «Null Moon»                           | 2:52     |  |
| 9.                                 | «Heaven's Night»                      | 2:07     |  |
| 10.                                | «Alone in the Town»                   | 2:22     |  |
| 11.                                | «The Darkness That Lurks in Our Mind» | 1:18     |  |
| 12.                                | «Angel's Thanatos»                    | 3:20     |  |
| 13.                                | «The Day of Night»                    | 1:40     |  |
| 14.                                | «Block Mind»                          | 1:14     |  |
| 15.                                | «Magdalene»                           | 1:55     |  |
| 16.                                | «Fermata in Mistic Air»               | 2:19     |  |
| 17.                                | «Prisonic Fairytale»                  | 1:57     |  |
| 18.                                | «Love Psalm»                          | 4:29     |  |
| 19.                                | «Silent Heaven»                       | 2:16     |  |
| 20.                                | «Noone Love You»                      | 1:34     |  |
| 21.                                | «The Reverse Will»                    | 3:35     |  |
| 22.                                | «Laura Plays the Piano»               | 1:57     |  |
| 23.                                | «Terror in the Depths of the Fog»     | 4:34     |  |
| 24.                                | «True»                                | 3:09     |  |
| 25.                                | «Betrayal»                            | 2:32     |  |
| 26.                                | «Black Fairy»                         | 1:14     |  |
| 27.                                | «Theme of Laura (Reprise)»            | 1:53     |  |
| 28.                                | «Overdose Delusion»                   | 4:33     |  |
| 29.                                | «Pianissimo Epilogue»                 | 1:39     |  |
| 30.                                | «Promise»                             | 4:40     |  |

## Recepción
Silent Hill 2 recibió críticas en su mayoría positivas de la prensa. Con base en 34 revisiones, la versión para PlayStation 2 en Metacritic tuvo 89 de 100 puntos. Ligeramente más bajo con 84 puntos fue calificada la edición para Xbox del juego. Mientras la de PC recibió la calificación más baja con solo 70 puntos. Otros sitios publicaron estadísticas similares. Game Rankings calificó las versiones de consola con una diferencia de 3,37 %, con 85,77 % (50 comentarios) y 82,40 % (10 comentarios) para PS2 y Xbox, respectivamente. La versión para PC recibió el 71, 30% de los 100 posibles (10 comentarios). En el portal GameStats, el juego recibió calificaciones más altas. Entonces, la opinión de los críticos y jugadores coincidió en las versiones de consola del juego y ascendió a 8,8 puntos para PS2 y 8,5 puntos para Xbox. La edición de PC tuvo 8,1 puntos de 10.
El videojuego es considerado uno de los mejores juegos de todos los tiempos, los gráficos de los mejores juegos son específicos para la plataforma PS2. Las ubicaciones del Brookhaven Hospital, que tenía un prototipo real, y la Sociedad Histórica de Silent Hill también recibieron comentarios positivos. En repetidas ocasiones, apareció en las listas de los peores juegos en los que ocupó los lugares más altos, incluida la primera posición. Según los resultados de una votación vía SMS, realizada del 26 de octubre al 1 de diciembre de 2004 por la revista Igromania, en el cuadro de los protagonistas más memorables de la serie, James ocupó el segundo lugar: recibió 394 votos de 1022. Pyramid Head fue reconocido como uno de los personajes más impactante, temible y uno de los mejores villanos en juegos de computadora de acuerdo a GamesRadar, Spike, GameDaily, Computerworld y Empire. El sitio web de GamesRadar incluyó a Lying Figure, Abstract Daddy, Bubble Head Nurse y Mannequin en la lista de las 13 peores criaturas de la serie y María en el «Top 7 ... Chicas que no quieres salvar». Silent Hill 2 también se convirtió en la elección del editor en algunos medios, entre ellos IGN, Game.EXE, Strana Igr, Absolute Games y recibió premios a la «The Most Atmospheric» y la «Best Music» de la revista Gambling.

### Crítica

#### Versión original
Doug Perry del sitio web IGN, escribió que Silent Hill 2 no rompe los conceptos clásicos del género, sino que contiene una desgarradora historia surrealista llena de personajes auténticos y una atmósfera increíble. El estilo visual de la segunda parte de la serie es seductor y efectivo, los ángulos cinematográficos de la cámara virtual le brindan al jugador un nivel significativo de control sobre lo que está sucediendo, aunque la cámara no es perfecta y debes aprender a usarla. El juego contiene una gran cantidad de investigación dirigida a resolver acertijos y un buen ritmo de acción. Según el crítico, en Silent Hill 2 los jugadores perderán constantemente el equilibrio, sentirán nerviosismo, ansiedad y miedo psicológico puro, constantes y reforzados por la claustrofobia. Perry elogió las propiedades de la niebla, la apariencia de los personajes, los videos y la calidad de las texturas. La música se describió como «creíble». Además, el crítico calificó el sonido y el acompañamiento musical de acuerdo con las fortalezas del proyecto. La calificación final es «increíble», es decir, 9 puntos de 10.
Tom Bramwell, un crítico de la revista Eurogamer, señaló los inconvenientes de construir un sistema de cámara virtual que dificulta la orientación. También creía que la niebla, al mejorar el efecto de la cinematografía, crea una sensación de claustrofobia. Silent Hill, cubierto por una nube de polvo, suciedad y hollín, formó una imagen espeluznante y creíble de un pueblo fantasma. La aparición de monstruos «dibujados por la pluma del diablo», la animación y el detalle de los personajes, el lado visual de los vídeos, la excelente mecánica del juego y la paranoia encontrada por el jugador en cada turno se percibieron positivamente. En conclusión, el autor llamó a Silent Hill 2 un juego fantástico con un buen sistema de control, trabajo de cámara y excelente narración. La segunda parte de la serie, en su opinión, omitió cualquier proyecto de la serie Resident Evil en todos los aspectos. La calificación final es de 9 puntos sobre 10.
Jon Thompson, un revisor del portal Allgame, creía que el juego en el campo de la jugabilidad sufre parentesco con la primera parte de la serie, pero, sin embargo, contiene suficientes elementos de miedo para ser un proyecto digno para los fanáticos del género. La atmósfera creada se ha vuelto más sutil que su predecesora. La dificultad de Silent Hill 2 parecía estar subestimada, ya que el jugador no tiene escasez de botiquines de primeros auxilios y municiones, y los monstruos mueren por un par de disparos. También sintió que la mayoría de los acertijos son relativamente fáciles de resolver, pero establecen el ritmo correcto. El rendimiento gráfico dejó impresiones mixtas. El efecto volumétrico de la niebla se ve increíble, mientras que el filtro de grano es más probable que interfiera con la percepción visual. El crítico elogió el sonido de los escalofríos, así como las pistas de música que aumentan la sensación de miedo. La trama se describió como convincente, con una rama narrativa directa. La calificación final fue 3,5 de 5 estrellas.
Ron Dulin, comentarista de GameSpot, escribió que el proyecto, así como cualquier otro juego en los géneros, combina los acertijos oscuros, ángulos de cámara y la violencia caótica. Sin embargo, señaló que si bien la serie Resident Evil «tuvo el buen sentido de inspirarse en las películas de zombis», Silent Hill 2 construye una historia sin sentido sobre temas serios como la locura, las enfermedades incurables y el abuso infantil. Debido a esto, la trama divertida y los diálogos terribles no se pueden comparar incluso con las películas de terror de categoría B. El crítico elogió la atmósfera, el diseño de los monstruos y la sombría decoración. Los personajes «extrañamente hablando», la incomprensibilidad general de la historia narrativa, los rompecabezas repetitivos típicos, una pequeña variedad de criaturas se sometieron a una evaluación negativa. El principal problema del proyecto, según Dulin, fue que el juego realmente no asustó. La calificación final fue de 6,2 puntos sobre 10.

#### Silent Hill HD
Johnny Minkley de Eurogamer, escribió que la colección se ha diseñado para dos diferentes grupos objetivo: principiantes, por primera vez, decidió probar el juego y los jugadores experimentados que tienen el deseo de superar los clásicos. Para el primer grupo, es suficiente mejorar la calidad al nivel de los estándares modernos, mientras que el segundo observó de cerca si se guardó cada píxel. La integridad del original. El crítico mencionó que los fanáticos estaban furiosos, notando el trabajo descuidado del estudio, «destruyendo la obra maestra». Según Minkley, Hijinx Studios fue descuidado o inexcusablemente desatento en algunos puntos, sin embargo, a pesar de esto, los proyectos siguen siendo encantadores. El crítico se preguntó cómo se veía mejor la pantalla antiniebla en la versión de once años que en la moderna. Algunas escenas sufrieron graves daños: en el episodio del cruce del lago, el agua era tan luminiscente que se notaban las articulaciones. El navegador percibe los acertijos negativamente, notando la estupidez de las formas de resolverlos. Minkley también estaba molesto por la cámara virtual. La puntuación fue de 5 puntos sobre 10.
Un editor de Strana Igr, Sergey Tsilyurik, expresó una opinión negativa sobre la colección. El crítico señaló que algunos de los actores claramente no encajaban con sus personajes, en particular, Liam O'Brien, el dueño de la «voz más patética del mundo», no podía expresar auténticamente al gordo Eddie, y Troy Baker sonaba más como Snow Willers de Final Fantasy XIII-2, a pesar de intentar entrar en las mismas notas. El columnista pensó que la voz de McGlynn era demasiado baja para María. Además, según él, la jugabilidad después de 10 años, el juego parece ser un «dinosaurio real», que tiene un lugar en el museo, incluso debido a los enfrentamientos impuestos con los enemigos. Junto con una gran cantidad de problemas técnicos y la ausencia de la cuarta entrega en la colección. Silent Hill HD Collection «amenaza» con convertirse en el peor remake HD.
Blake Peterson, un crítico de Game Revolution, calificó a Silent Hill 2 como el mejor horror psicológico que jamás haya jugado. En comparación con Silent Hill 3, en la segunda parte se notaron más errores gráficos, como rectángulos de niebla, pero su enfoque en los personajes hace que el proyecto sea más narrativo. El revisor prefirió el puntaje original al actualizado, ya que el primero formó una atmósfera fabulosa. Al navegador no le gustó el comportamiento de la cámara virtual, lo que crea dificultades para controlar al protagonista. En su opinión, el tercero carece de una extraña rareza y una historia fascinante, debido a que Silent Hill 2 logra destacarse. La puntuación fue de 4 puntos sobre 5.

## Adaptaciones
Originalmente el director francés Christophe Gans quería adaptar Silent Hill 2 al cine. Dijo que era aficionado a la saga, que era su favorito y el más emotivo de los cuatro proyectos presentados en ese momento. Christophe lo comparó con el mito de Orfeo, que baja al inframundo en busca de Eurídice. Sin embargo, él cree que Silent Hill 2 no era el verdadero Silent Hill: no había mitología, y la ciudad ha desempeñado un papel de fondo para el desarrollo de la historia. Al final, se dio cuenta de que la necesidad original para decirle a la audiencia sobre la historia de la ciudad, y como una adaptación de la película era la primera parte de la serie y fue elegida. Sin embargo, la historia aún contenía ciertos elementos de Silent Hill 2. Con el fin de emular la apariencia del material original, Gans tenía una copia del juego y lo jugaba en el set. Silent Hill: Revelation 3D, Michael J. Bassett, tomaba como base para la tercera parte de la serie, sin pasar por la segunda.
En 2009, un grupo de fanáticos suecos de Silent Hill estaban planeando hacer una obra de teatro basada en la historia del juego, filmarlo y luego subirlo a YouTube. Sobre la base del proyecto fue lanzado un remake de 8 bits Soundless Mountain II, desarrollado en el motor BlitzMax. El juego es compatible con animación, gráficos de baldosa, desplazamiento, zum, y se ha creado usando paletas para Game Boy Color y NES. En 2015, Silent Hill apareció para las máquinas tragamonedas basadas en popularachi de Takasago basadas en eventos de Silent Hill 2.